# Луї Еннслі
Луї Еннслі (англ. Louie Annesley; нар. 3 травня 2000, Лондон) — гібралтарський футболіст, захисник англійського клубу «Брейнтрі Таун», а також національну збірну Гібралтару. Виступав також за низку англійських клубів.

## Клубна кар'єра
Народився 3 травня 2000 року в місті Лондон. Займався в школах низки англійських футбольних клубів, зокрема «Челсі», «Вімблдон», «Кобам», «Барнет» та «Блекберн Роверз». У дорослому футболі дебютував 2016 року виступами за нижчолігову англійську команду «Кобам», в грав до 2017 року, взявши участь у 10 матчах чемпіонату. Протягом 2018—2019 років Еннслі грав у складі гібралтарського клубу «Лінкольн Ред Імпс». У 2019 році футболіст перейшов до складу англійського клубу «Блекберн Роверз», проте в його основному складі в офіційних матчах так і не зіграв, та до кінця дії контракту в 2023 році грав у оренді в інших англійських клубах «Вокінг» та «Барнет». У 2023—2024 роках гібралтарський футболіст грав у складі ірландського клубу «Дандолк». З середини 2024 року Еннслі грає у складі англійського клубу «Брейнтрі Таун».

## Виступи за збірні
У 2015 році Луї Еннслі дебютував у складі юнацької збірної Гібралтару, загалом на юнацькому рівні взяв участь у 8 іграх. Протягом 2017—2018 років футболіст залучався до складу молодіжної збірної Гібралтару. На молодіжному рівні зіграв у 8 офіційних матчах.
У 2018 році Луї Еннслі дебютував у складі національної збірної Гібралтару. Станом на вересень 2024 року зіграв у складі національної збірної 45 матчів, у яких відзначився 1 забитим м'ячем.

### Голи за національну збірну
| №  | Дата            | Арена               | Суперник | Рахунок | Результат | Турнір                    |
| -- | --------------- | ------------------- | -------- | ------- | --------- | ------------------------- |
| 1. | 26 вересня 2022 | Вікторія, Гібралтар | Грузія   | 1–2     | 1–2       | Ліга націй УЄФА 2022—2023 |